# فرناندا موتا
فرناندا موتا (بالبرتغالية: Fernanda Motta) (من مواليد 29 مايو 1981) عارضة أزياء وممثلة تلفزيونية برازيلية. هي مضيفة برنامج الواقع التلفزيوني الواقع في البرازيل،
البرازيل نيكست توب موديل، النسخة البرازيلية من برنامج أميركان نيكست توب موديل، الذي أنشأته تايرا بانكس. , عرفت أيضا بظهورها في هوي بور سولو (2001)، رائع تماما (2015) ونعم عزيزي (2000).

## نشأتها
ولدت فيرناندا موتا في 29 مايو 1981 في كامبوس دوس جويتاكاسيس، ريو دي جانيرو، البرازيل. أصغر طفل لعائلة كبيرة ممتدة، تم اكتشاف موتا على شاطئ جواراباري، شمال ريو دي جانيرو في سن 16 عامًا من خلال اكتشاف المواهب.

## عروض الأزياء
ظهرت فرناندا على أغلفة العديد من المجلات حول العالم، بما في ذلك فوغ  ومجلة إل ومجلة كوزموبوليتان وغلامر. تشمل إعلاناتها رولكس، بالموليف، كوري، بانتين، ومويت وشاندون، وقد سافرت إلى شيا ماريتيما، غوتشي، وشانيل. ظهرت في أربعة إصدارات من إصدار مجلة سبورتس اليستريتد سويم سووت ايشيوز ، وآخرها عام 2007. في عام 2005، احتلت المرتبة 19 في قائمة «أفضل 25 عارضة مثيرًا للجاذبية» من قبل «موديل.كوم». وقعت مع وكالة Chic Management في سيدني، أستراليا، وإلى Elite Model Management في مدينة نيويورك. تعيش حاليا في مدينة نيويورك.

## روابط خارجية
- فرناندا موتا على موقع IMDb (الإنجليزية)
- فرناندا موتا على موقع قاعدة بيانات الفيلم (الإنجليزية)
- فرناندا موتا على موقع كينوبويسك (الروسية)
- فرناندا موتا على موقع دليل عارضات الأزياء (الإنجليزية)

- Fernanda Motta in the Top25 at Models.com
- Sports Illustrated - Fernanda Motta Swimsuit Collection نسخة محفوظة 4 يونيو 2011 على موقع واي باك مشين.
- Fernanda Motta Next Model Management نسخة محفوظة 8 مارس 2006 على موقع واي باك مشين.